# Davaasambuuguiin Dorjbat
Davaasambuuguiin Dorjbat –en mongol, Даваасамбуугийн Доржбат– (19 de noviembre de 1970) es un deportista mongol que compitió en judo. Ganó dos medallas en el Campeonato Asiático de Judo, bronce en 1991 y plata en 1993.

## Palmarés internacional
| Campeonato Asiático | Campeonato Asiático | Campeonato Asiático | Campeonato Asiático |
| Año                 | Lugar               | Medalla             | Categoría           |
| ------------------- | ------------------- | ------------------- | ------------------- |
| 1991                | Osaka (Japón)       | Medalla de bronce   | –78 kg              |
| 1993                | Macao (Portugal)    | Medalla de plata    | –95 kg              |